# Лебедев, Лев Алексеевич
Лев Алексе́евич Ле́бедев (27 июля 1935, Калуга — 29 апреля 1998, Нью-Йорк) — русский писатель, публицист, историк, православный священник. Протоиерей Русской православной зарубежной церкви (1990—1998), До 1990 года — клирик Московского патриархата.

## Биография
После окончания средней школы учился в Ленинградском государственном университете на отделении истории Китая. Оставив учёбу, уехал на целину, затем служил в советской армии.
В 1958 году поступил на исторический факультет Московского государственного университета, который окончил в 1962 году. По собственному признанию, «у меня была перспективная тема дипломной работы, поддержка научного руководителя, в издательстве „Знание“ выходила в свет моя брошюра „Как раскрываются загадки и тайны истории“. Для начинающего специалиста совсем неплохо; предо мной открывалась вполне реальная научная карьера».
Работал научным сотрудником Московского областного краеведческого музея, располагавшегося на месте Новоиерусалимского монастыря.
В 1962 году принял крещение. С 1964 года пономарь-алтарник в Алабине под Москвой, где настоятелем был священник Александр Мень. В 1966 году поступил в Московскую духовную семинарию. В 1968 году рукоположён в сан священника епископом Саратовским Пименом (Хмелевским).
Служил в приходах Саратовской, Смоленской, Казанской епархий Русской православной церкви. С 1974 года служил в Курске в клире Курско-Белгородской епархии. Работал в издательском отделе Московской патриархии.
В конце 1990 года перешёл в Русскую зарубежную церковь (РПЦЗ), образовав Свято-Троицкую общину. Вскоре его трудами в Курске появились ещё две общины РПЦЗ, одну из которых возглавил его сын, священник Вячеслав Лебедев.
С 1994 года — член Верховного совета Российского имперского союза-ордена, в 1996 году избран духовным наставником объединения «Казаки Черноземья».
Скоропостижно скончался 16/29 апреля 1998 года в Нью-Йорке, в одной из комнат здания Архиерейского синода Русской православной церкви заграницей. Похоронен на кладбище посёлка Искра Курского района.

## Публикации
Статьи
- Святитель Питирим, епископ Тамбовский, чудотворец // Журнал Московской Патриархии. 1974. — № 12. — С. 65-72.
- Преподобный Аркадий Вяземский и Новоторжский (к 300-летию со дня прославления) // Журнал Московской Патриархии. 1977. — № 7. — С. 66-75. (в соавторстве с В. Никитиным)
- Новый Иерусалим в жизни Святейшего Патриарха Никона (к 300-летию со дня кончины — 17 августа 1681 года) // Журнал Московской Патриархии. 1981. — № 8. — С. 68-78.
- Патриарх Никон (очерк жизни и деятельности) // Богословские труды. 1982. — № 23. — С. 154—199; Окончание // Богословские труды. 1983. — № 24. — С. 139—170.
- Духовное преображение творения в православном богослужении // Журнал Московской Патриархии. 1983. — № 7. — С. 71-78.
- О единстве человечества // Журнал Московской Патриархии. 1983. — № 5. — С. 69-73.
- О месте и времени Крещения князя Владимира и киевлян // Богословские труды. 1987. — № 28. — С. 91-101.
- Почитание Святителя Николая в России (к 900-летию перенесения его мощей в Бар град) // Журнал Московской Патриархии. 1987. — № 5. — С. 74-75; № 6. — С. 67-74.
- Русская Православная Церковь середины XVII века в восприятии архидиакона Павла Алеппского // Журнал Московской Патриархии. 1985. — № 3. — С. 65—77; — № 4. — С. 69—76; № 5. — С. 70—78; № 6. — С. 71—78; № 7. — С. 65—77; № 8. — С. 70-74; № 9. — С. 101—109; № 10. — С. 66—72.
- Тропарь, кондак и величание Святителю Николаю // Журнал Московской Патриархии. 1987. — № 6. — С. 74.
- Учиться творить мир // Журнал Московской Патриархии. 1986. — № 6. — С. 51-52.
- Загадка одного портрета (к жизнеописанию преподобного Серафима Саровского) // Журнал Московской Патриархии. 1988. — № 1. — С. 57—63. (в соавторстве с Н. Лариным)
- «Волна мира» в Курской епархии // Журнал Московской Патриархии. 1988. — № 4. — С. 54—55.
- Курская епархия // Журнал Московской Патриархии. 1989. — № 6. — С. 26.
- Курская Коренная Рождество-Богородицкая пустынь // Журнал Московской Патриархии. 1989. — № 8. — С. 63—69.
- Богословие Русской земли как образа Обетованной земли Царства Небесного (на некоторых примерах архитектурно-строительных композиций 11—17 вв.) // Тысячелетие Крещения Руси: Международная церковно-историческая конференция «Богословие и духовность», Москва, 11-18 мая 1987 г. — М.: Московская Патриархия, 1989. — С. 140—175
  - Богословие русской земли как образа «обетованной земли» Царства Небесного // «Русское возрождение» 1989. — № 45. — С. 18; 1989. — № 47/48. — С. 45; 1990. — № 49. — С. 31
- Достоверность летописного свидетельства о месте и времени крещения Князя Владимира и киевлян // Русское возрождение. Нью-Йорк, 1988. — № 43. — С. 144—163.
- Личность и мировосприятие патриарха Никона // Слово: литературно-художественный и общественно-политический журнал. 1989. — № 5 — С. 9-30
- Ответ на «Послание поместного собора Московской патриархии пастырям, честным инокам, инокиням и всем верным чадам Русской Православной Церкви». // Православная Русь. 1990. — № 17 (1422).
- Почему я перешел в Зарубежную часть Русской Православной Церкви? // «Согласие». № 476, май 1991 — C. 9-14; № 477, июнь 1991, — C. 9-17; № 478, июль 1991. — C. 28-36.
- Писатели, что вы пишете? (По поводу письма ряда советских писателей, выражающих тревогу в связи с открытием приходов Зарубежной Церкви в России). // Православная Русь. 1991. — № 14 (1443).
- Дополнение к беседе с протоиереем о. Львом. // Православная Русь. 1991. — № 15 (1444).
- Матерь Божия и Матерь Церкви (Православное почитание Пресвятой Богородицы). // Православная Русь. 1991. — № 15 (1444).
- От Царства земного — к Царству Небесному // Православный Путь. 1993. — С. 5-14.
- Ответ среднеазиатскому архиепископу Владимиру на его статью «мера терпения», как открытое письмо митрополиту Виталию // «Православный вестник Нью-Йоркской и Канадской епархий». Ежемесячный церковный печатный орган РПЦЗ. 1993. — № 70-71. Ноябрь-Декабрь.
  - От Царства земного — к Царству Небесному. К 75-летию мученической кончины Царской Семьи // Русский Пастырь. Журнал воспитанников Свято-Троицкой Духовной Семинарии (США). 1993−1994. — № 17−18.
  - От Царства земного — к Царству Небесному // Монархист. 1994. — № 25; 1995. — № 26.
- Духовные аспекты возрождения Российской государственности. // Православная Русь. 1995. — № 9 (1534).
- Празднование 700-летия обретения Курской-Коренной иконы Божией Матери на Курской земле. // Православная Русь. 1995. — № 20 (1545).
- Орто-доксия // «Православный Путь». Церковно-богословско-философский Ежегодник. Приложение к журналу «Православная Русь» за 1994 год. — Jordanville, 1996. — C. 74-75.
- Происхождение канонов церковной символики // «Православный Путь». Церковно-богословско-философский Ежегодник. Приложение к журналу «Православная Русь» за 1996 год. — Jordanville 1996. — C. 153—154.
- Проповедь о. Льва (Слово в день свв. Царственных мучеников). // Православная Русь. 1996. — № 17 (1566).
- Посещение владыкой Евтихием Курска. // Православная Русь. 1996. — № 23 (1572).
- Богословие земли Русской в образах храмов // Наука и религия. — 1996. — № 8. — С. 26—31.
- «Не потерять бы Потеряевку» // «Православный благовест». 1996. — № 7
- Российская катастрофа: наказание или испытание на верность? // Монархист. 1996. — № 31—32.
- Россия в исторической борьбе добра и зла // Монархист. 1996. — № 31—32.
- Энергетическая проблема с православной точки зрения // Православие и экология: сборник. — М. : Патриархат: РПУ им. св. Иоанна Богослова, 1997. — 439 с. — С. 251—258.
- К вопросу о нашем церковном развитии. // Православная Русь. 1997. — № 13 (1586).
- Пристань спасения (Паломничество в греческий монастырь Свв. Киприана и Иустины). // Православная Русь. 1997. — № 14 (1587).
- Богословие Земли Русской // Православие и экология: сборник. — М.: Патриархат; РПУ имени святого Иоанна Богослова, 1997. — 439 с. — С. 176—200
- Говорит протоиерей Лев Лебедев. // Православная Русь. 1998. — № 12 (1609).
- Всемирный Вавилон // «Православная жизнь». 2003. — № 5. — С. 15-27.
- О Мастерах и Маргаритах // Православная жизнь. 2003. — № 5. — С. 28-37.
- Что есть истина? // Православная жизнь. 2003. — № 5. — С. 37-50.

книги
- Как раскрываются загадки и тайны истории. — М.: Знание, 1963. — 32 с. — (Новое в жизни, науке, технике. 1 серия. История; 9).
- Крещение Руси, 988—1988. — М. : Моск. патриархия, 1987. — 169 с.
  - Крещение Руси. — М. : Рус. Хронографъ, 2003 (ГП Владимир. книж. тип.). — 317 с.; ISBN 5-85134-044-4
- Почему я перешел в Зарубежную часть Русской Православной Церкви? — Монреаль: Монреальская и Канадская епархия Русской православной церкви заграницей, 1991. — 32 с.
  - Почему я перешел в зарубежную часть Русской Православной Церкви. — Курск, 1999
  - Почему я перешел в Зарубежную часть Русской Православной церкви (1990 г.). Русская Православная Церковь (под омофором Высокопреосвященнейшего митрополита Виталия). — Курск-Москва. — 2002. — 36 с.
- Заметки по Пастырскому Богословию. — М.: 1992.
  - Заметки по пастырскому богословию. Сан-Франциско: Русский Пастырь, 1999. — 158 с.
- Экология, или Как покататься на драконе. — Курск, 1994. — 79 с.
- Москва патриаршая. — М. : ПИФ «Столица» : АО «Вече», 1995. — 365 с. — ISBN 5-7141-0077-8
- Диалог РПЦЗ и МП. Для чего и как? — Курск. 1998
- Великороссия: жизненный путь. — СПб., 1999. — 678 с. — ISBN 5-88335-039-9
- Всемирный Вавилон. — Б.м.: 2002 — 26 с.
- «Колумбы Росские»: Апостольство Рус. Православ. Церкви в Америке (XVIII—XIX вв.). — М. : Рус. Хронограф, 2003 (ГП Владимир. книж. тип.). — 189 с. — ISBN 5-85134-043-6